# ケイ・プロジェクトインターナショナル
KPI株式会社（英: KPI Inc.、略: KPI）は、東京都渋谷区に本社を置くスポーツ用品販売、スクール運用、テニス施設運用をおこなう日本の企業である。また、テニス用品を中心に自社ブラントの商品開発もおこなう。

## 概要
1982年、薮田恵士がKTS(Kei tennis school)を創業する。
1992年、ケイ・プロジェクトインターナショナル株式会社を設立する。
2022年、社名をKPI株式会社に変更。

## 沿革
- 1982年 - 薮田恵士がKTS(Kei tennis school)を創業。
- 1992年 - ケイ・プロジェクトインターナショナル株式会社を設立。
- 2010年 - Yahoo年間ベストストア2010 スポーツ部門 受賞[1]
- 2011年 - Yahoo年間ベストストア2011 スポーツ部門 受賞[2]
- 2013年 - Yahoo年間ベストストア2013 スポーツ部門 受賞[3]
- 2016年 - 楽天ショップ・オブ・ザ・イヤー2016 受賞
- 2017年 - 楽天ショップ・オブ・ザ・イヤー2017 受賞[4][5]
- 2017年 - Yahoo年間ベストストア2017 スポーツ部門 受賞[6][7]
- 2018年 - Yahoo年間ベストストア2018 スポーツ部門 受賞[8][9]
- 2022年 - 社名をKPI株式会社に変更[10]
- 2023年7月9日 - KPI PARKオープン。
- 2023年9月1日 - KPI ACADEMY オープン。
- 2024年1月 - 本社を移転。
- 2024年3月 - Yahoo年間ベストストア2023 スポーツ部門 受賞[11][12]
- 2025年3月 - Yahoo年間ベストストア2024 スポーツ部門 受賞[13]
- 2025年3月 - auPAYマーケットBEST SHOP AWARD2024 カテゴリ賞スポーツ・レジャー部門 受賞[14]

## 拠点
- オフィス
  - HEAD OFFICE　KPI株式会社（東京都渋谷区）
  - KPI SHIBUYA SCRAMBLE-SQUARE OFFICE（東京都渋谷区）
  - KPI SUMOTO OFFICE（兵庫県洲本市）
- 実店舗
  - KPIstore（東京都渋谷区）
- テニス施設、テニススクール
  - KPI PARK(神奈川県横浜市)
  - KPILINK YAMATO（神奈川県大和市）
  - KPILINK AWAJI（兵庫県洲本市）
- 物流センター
  - KPI 千葉 LOGISTICS（千葉県流山市）

## 自社ブランド
- テニスラケット
  - K Pro 295-Black / Silver
  - K Pro 315-Black / Silver
  - K Classic-Black / Gold
  - K Tour 322-Black / Orange
  - K Air-Black/Silver / Blue
  - K Tour 295-Black / Orange

- テニスストリング
- グリップ

## 主な取引先
- ダンロップスポーツ
- ヨネックス
- ブリヂストン
- アメアスポーツ
- グローブライド
- ゼット (企業)